# Dryolimnas augusti
Espèce
Statut de conservation UICN

 EX  : Éteint
Le Râle de la Réunion (Dryolimnas augusti) est une espèce éteinte d'oiseaux de la famille des Rallidae.

## Répartition
Cet oiseau était endémique de La Réunion.